# Tantalus Creek (Wyoming)
Tantalus Creek est une rivière située dans le comté de Park au Wyoming aux États-Unis. Il s'agit de l'une des deux rivières situées aux États-Unis s'appelant Tantalus Creek.

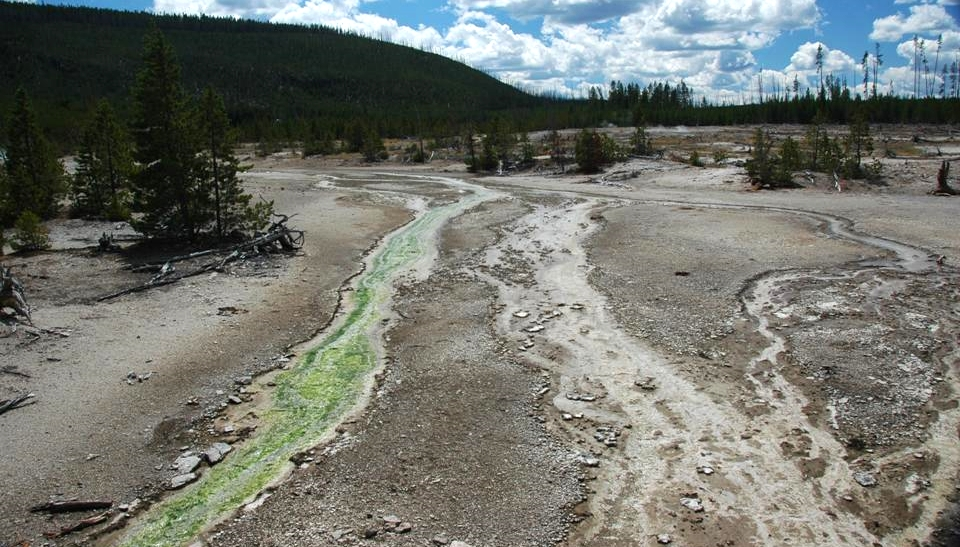
Algue rouge Cyanidium caldarium colorant l'eau acide à Tantalus Creek, dans le Parc national de Yellowstone, aux États-Unis.

C'est une rivière ou une crique dont l'eau est acide car traversant le parc national de Yellowstone. C'est un affluent de la rivière Gibbon.